# 杜哈體育城
杜哈體育城又名阿斯拜爾訓練中心一是個位於卡達杜哈面積250公頃的綜合體育園區。園區裡的場館大多籌備於2006年亞洲運動會。

## 體育場館
- 哈里發國際體育場，可容納50000人，經常用於舉辦足球賽事。
- 哈馬德水上運動中心，是一座符合奧運會標準的場館。
- 阿斯拜爾體育館，為世界上最大的室內綜合體育館，包含了13個不同的比賽場。